# Reintegrationistische Rechtschreibnorm des Galicischen
Die reintegrationistische Norm des Galicischen, auch lusistische oder internationale Norm genannt, ist eine inoffizielle Rechtschreib- und morphologische Regelung für das Galicische, die mit der fürs europäische und brasilianische Portugiesisch gültigen Norm konvergiert. Die Bewegung, die diese Norm fördert und unterstützt, ist als Reintegracionismo bekannt, innerhalb dessen sich die Arbeit der AGAL und ihrer Comissom Lingüística in Sachen Normativierung hervorsticht.
Diese Regelung wurde 1983 geboren, mit der Veröffentlichung des Estudo Crítico, eines Werkes, in welchem die AGAL von der Real Academia Galega (RAG) und der ILG geschaffenen NOMIG analysierte und gleichzeitig ihre eigene Rechtschreibnorm festlegte. Gegenwärtig, nach den Aktualisierungen, die sich aus dem Orthographie-Übereinkommen für die Portugiesische Sprache von 1990 ableiten, ist die Regelung im Werk Ortografia Galega Moderna confluente com o Português no mundo zusammengefasst.

## Vorläufer
Seit dem Rexurdimento, als man begann, Galicisch auf eine moderne Art zu schreiben, benutzen die verschiedenen Autoren und Autorinnen unterschiedliche Schreibweisen. Einige davon, die später etymologisierend genannten, wählten dem Lateinischen nahestehende Schreibweisen, besonders hinsichtlich der Wiedergabe des stimmlosen palatalen Reibelauts, /ʃ/. Die meistverbreitete Variante damals war, ihn mit x wiederzugeben, obwohl einige Autoren dem Kastilischen, Portugiesischen und Lateinischen näherstehende Schreibweisen bevorzugten: g/j.

## Die offizielle Rechtschreibnorm des Galicischen
Nach Jahrzehnten, in denen es keine offizielle Orthographie für die Schreibung des Galicischen gegeben hatte, kam die Ankunft der Demokratie und der Autonomie Galiciens 1978 einem Wendepunkt gleich. Das Galicische Autonomiestatut von 1981 machte das Galicische zur offiziellen Sprache, und es wurde eine Norm notwendig, damit man die Sprache in den Schulen unterrichten und von Behörden verwandt werden konnte. Am Anfang lag die Normierung in den Händen der Comisión Lingüística der Xunta, unter dem Vorsitze Carvalho Caleros, der für eine der jetzigen ähnliche Rechtschreibnorm eintrat, jedoch in einigen Punkten, wie der Akzentuierung, dem zeitgenössischen Standard des Portugiesischen näherstand. Letztendlich wurde die von Amts wegen die Real Academia Galega mit der Festlegung der Rechtschreibung der galicischen Sprache beauftragt. Sie folgte den Kriterien der Sprachwissenschaftler des ILG, welche Kriterien in einem NOMIG genannten Dokument zusammengefasst sind. Auf diese Weise wurde die offizielle Rechtschreibnorm des Galicischen geboren.

## Die Norm der AGAL und ihre Entwicklung
Als Antwort auf die NOMIG veröffentlichte die Comissom Linguística der AGAL im Jahre 1983 die Kritische Studie, worin sie die wichtigsten Punkte der offiziellen Rechtschreibnorm kritisch analysierte. Dieses Werk legt außerdem den eigenen Vorschlag der AGAL zur Normierung vor, welche mit dem europäischen Portugiesisch übereinstimmt, bestimmte Aspekte wie der Gebrauch der Tilde (~) ausgenommen. Diese Norm würde weiter im Prontuário Ortográfico Galego (1985) und dem Guia Prático de Verbos Galegos Conjugados (1989) entwickelt werden, und ihren Höhepunkt 1989 mit der Publikation einer zweiten, revidierten und vervollständigten Ausgabe des Estudo Crítico finden. Später würde diese Norm einigen kleinen Änderungen unterworfen, wie der fakultativen Inklusion der Tilde oder der Reduktion der Konsonantengruppen -cc- und -ct-, zwecks Angleichung ans Orthographie-Übereinkommen für die portugiesische Sprache von 1990.
Zugleich existierten innerhalb der Reintegrationsbewegung noch zwei konkurrierende Strömungen. Einige waren dafür, über die Norm der AGAL (camiom, dixo...) hinauszugehen und schriftlich die Norm des europäischen Portugiesischen (camião, disse...) zu verwenden. Das löste Spannungen innerhalb der Bewegung aus, was zur sogenannten confluência normativa im Jahre 2016 führte. Seit diesem Moment vereinigt eine einzige Norm alle Gebräuche des Reintegrationismus, indem sie mehrere Optionen zur Auswahl stellt, ohne Präferenz für eine bestimmte Norm zu zeigen. Auf diese Weise wird die Norm eher deskriptiv als präskriptiv und überlässt es ihren Anhängern, durch Gebrauch die zu bevorzugenden Varianten zu konsolidieren. Diese neue, derzeit gültige Norm findet sich in der Ortografia Galega Moderna confluente com o Português no mundo.

## Hauptunterschiede zwischen der reintegrationistischen Norm und der offiziellen
Im Folgenden werden einige der hervorstechendsten Unterschiede aufgelistet:
- -M: Der nasale Velarlaut /ŋ/ am Wortende wird mit -m wiedergegeben, statt des -n, das von der offiziellen Norm benutzt wird. Bsp.: som, fim, comum.
- J/GE,GI/X: Der stimmlose palatale Reibelaut /ʃ/ wird je nach Etymologie mit J, GE/GI oder X wiedergegeben. Die offizielle Norm benutzt in allen Fällen nur das X. Bsp.: jeito, gente, gigante, caixa.
- NH und LH: Repräsentieren jeweils den nasalen Palatallaut /ɲ/ und den lateralen Palatallaut /ʎ/. In der offiziellen Norm werden diese Laute mit Ñ und LL wiedergegeben. Ex.: minhoca, coelho.
- Ç/CE,CI und Z: Repräsentieren den stimmlosen dentalen Reibelaut /θ/, für thetazistische Sprecher oder den stimmlosen alveolare Reibelaut /s/ für Seseo-Sprecher. Der Hauptunterschied liegt darin, dass die reintegrationistische Norm etymologieabhängig zwei Buchstabenfolgen (ça, ce, ci, ço, çu e za, ze, zi, zo, zu) differenziert, wogegen die offizielle Norm beide zu einer einzigen vereinfacht (za, ce, ci, zo, zu). In der Silbenkode benutzen beide Normen den Buchstaben Z. Bsp.: força, centro, cinco, corço, açúcar, beleza, fazer, produzir, juízo, azul, feliz.
- S/SS: Repräsentieren den stimmlosen alveolaren Reibelaut /s/, sowohl in thetacistischen als auch Seseo-Zonen. In der offiziellen Norm wird einfach das S benutzt. Bsp.: sentir, passar.